# محمدرضا فلاحیان
محمدرضا فلاحیان (زادهٔ ۲۳ دی ۱۳۷۴) بازیکن فوتبال اهل ایران است که در پست هافبک برای باشگاه فوتبال نفت و گاز گچساران  در فصل 1403 بازی میکرد. . وی برای فصل 1404 به تیم ساتقلال خوزستان پیوست 